# Baby-boom
Pour les articles homonymes, voir Baby Boom.

Taux de natalité aux États-Unis entre 1909 et 2009 ; le segment en rouge correspond au baby-boom dans ce pays.

Le baby-boom (en français, « explosion des naissances » ou bébé-boum) est une augmentation importante du taux de natalité dans certains pays, juste après la fin de la Seconde Guerre mondiale. Les enfants nés durant cette période sont appelés des baby boomers (voire simplement des boomers).
Cette période s'étend de 1945 jusqu'à 1955-1960, voire jusqu'au milieu des années 1970 selon les sources pour la plupart des pays occidentaux. Durant les deux premières décennies du XXIe siècle, les baby-boomers qui partent massivement à la retraite créent un nouvel effet socioéconomique d'envergure : le papy-boom.

## Contexte historique

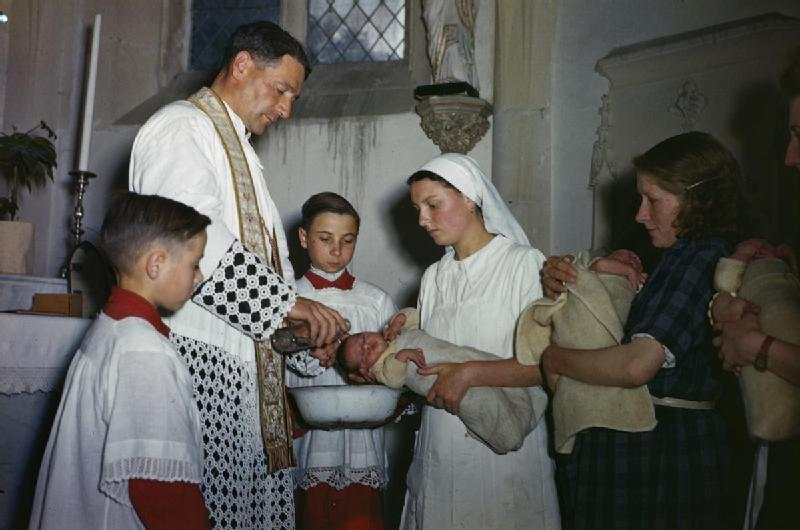
Cérémonie de baptême le 27 juillet 1944 de plusieurs bébés nés à la maternité de la maison maternelle départementale du Calvados, au château de Bénouville.

La Seconde Guerre mondiale en 1945 se conclut par une victoire totale des Alliés, soit notamment les États-Unis, l'Union des républiques socialistes soviétiques, le Royaume-Uni, la France et le Canada. Si elle laisse un grand fossé dans l'économie et la démographie de la plupart des pays d'Europe, l'Amérique du Nord bénéficie pour sa part d'un renouveau économique et d'une explosion démographique historique.
La durée du baby-boom aux États-Unis s'étend de 1947 à 1965 (voir le schéma ci-dessus). Cette période est caractérisée par les 4P, abréviation de « Paix, Prospérité, Plein-emploi, Progrès ». Pour la France, le baby boom dure de 1946 à 1974.

## Pic de la natalité au Canada
Le taux annuel de naissances pour 1 000 habitants atteint « son plancher au Canada en 1937 à 20,1. L'amélioration des conditions économiques entraîne sa remontée, qui s'accélère pendant la Seconde Guerre mondiale. Ce taux atteint 24,3 pour 1 000 habitants en 1945. En 1946, il grimpe à 27,2 et fluctue entre 27 et 28,5 jusqu'en 1959 puis redescend progressivement par la suite ».

## En Asie

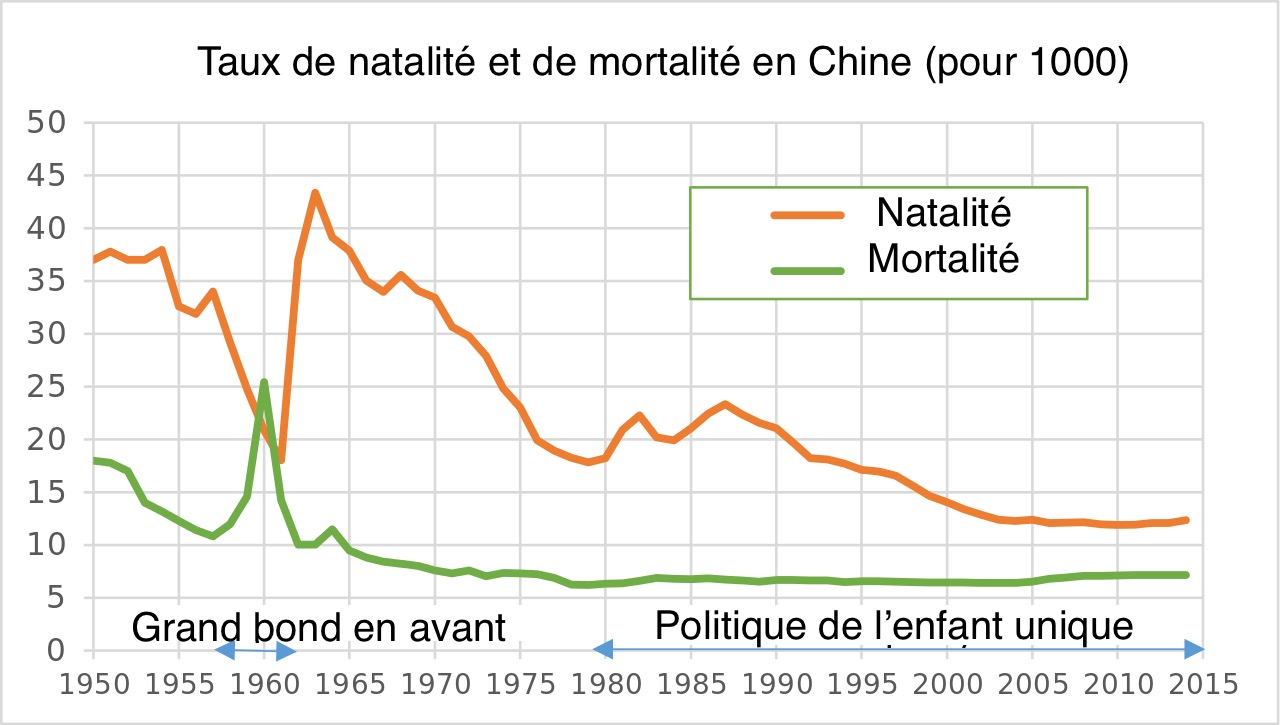
Taux de natalité chinois en orange : on observe un baby-boom peu après le Grand Bond en avant.

Les pays d'Asie connaissent de nombreuses difficultés après la guerre, et la Corée du Sud, Taïwan ou le Japon ont un baby-boom plus tardif et de plus faible intensité, dans les années 1950. Le baby-boom le plus important d'Asie a lieu en Chine populaire, immédiatement après la Grande famine, entre 1962 et 1976. Ce baby-boom a été très important, et en 2019 les baby-boomers représentaient près du quart de la population chinoise.

## Déséquilibre démographique
La génération baby-boom se rapproche toujours plus de la retraite, à tel point que d’ici 2035 le nombre de retraités en Suisse aura augmenté de 61 %. En revanche, le nombre de personnes entrant dans la vie active aura augmenté de seulement 7 %, entraînant ainsi un manque de main-d’œuvre.

## Génération sociologique
Les baby-boomers sont également une génération sociologique. Selon la théorie générationnelle de William Strauss et Neil Howe, la génération des boomers occidentaux serait composée en grande partie d'idéalistes et d'égocentriques.

Taux de natalité en France de 1901 à 2016 avec le Baby-boom en rouge.

Le sociologue français Louis Chauvel souligne la chance des membres de cette génération, dans les pays occidentaux, et souligne ce qu'il considère comme leur responsabilité dans la crise vécue par les générations suivantes. L'énorme poids démographique, mais aussi économique et culturel de cette génération tend à faire de l'ombre à celles qui l'ont précédée et, surtout à celles qui suivent, qui connaissent une situation économique et professionnelle beaucoup moins porteuse et ont en plus à assumer le financement de la vieillesse de la génération du baby-boom (retraites, soins, EHPAD). Ce ressentiment, tout d'abord représenté dans les arts contestataires (voir par exemple la chanson Vieux con de Didier Super en 2016), s'est exprimé dans les années 2010 à travers l'expression « OK Boomer », utilisé par ces générations de l'ombre à l'encontre des baby-boomers qui leur font la morale. Ce slogan a été très repris dans les médias, les réseaux sociaux et les arts.
Cependant, des chercheurs comme Claudine Attias-Donfut ou Serge Guérin récusent cette approche mécaniste et soulignent l'importance des solidarités entre générations. Ils affirment ainsi que les disparités s'exercent d'abord au sein de chaque génération.